# VASO Airlines

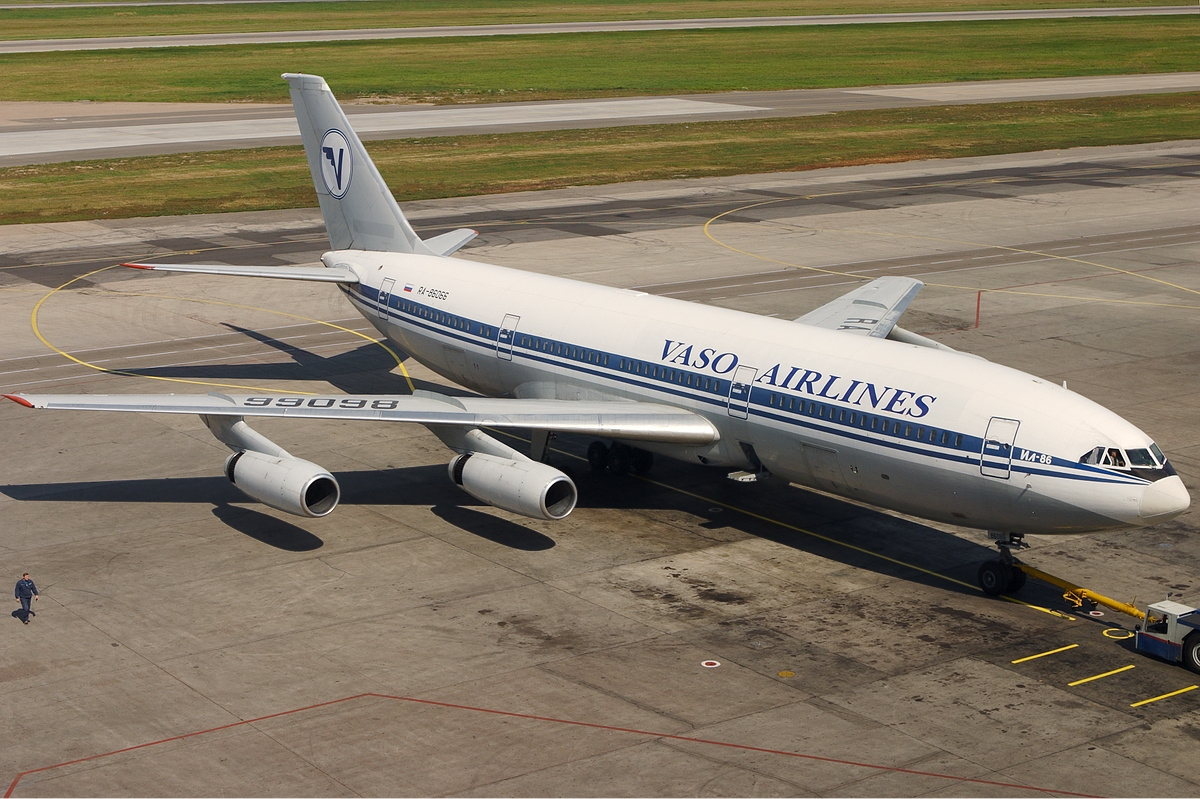
Ilyushin Il-86 nella livrea storica della VASO Airlines nell'aeroporto di Mosca-SVO.

VASO Airlines era una compagnia aerea russa basata a Voronež con la base tecnica all'aeroporto di Mosca-Šeremet'evo (SVO) in Russia.
La compagnia era di proprietà della società russa di costruzione degli aerei di Voronež (in russo Воронежское Акционерное Самолётостроительное Общество (BACO)?, Voronežskoe Akcionernoe Samolëtostroitel'noe Obščestvo (VASO)).

## Storia
La VASO Airlines era nata nel 1992 come compagnia per i voli cargo sulla base della flotta della società russa di costruzione degli aerei di Voronež (la VASO).
Nel 1999 la compagnia aerea ha preso in leasing dall'Aeroflot gli aerei Ilyushin Il-86 ed ha incominciato l'attività dei voli charter per il conto delle agenzie turistiche di Mosca.
Fino alla sua chiusura la compagnia aerea russa aveva una rete dei voli charter ed anche alcuni voli di linea con l'hub all'aeroporto di Mosca-Šeremet'evo.

## Strategia
Negli anni 2000 la VASO Airlines era una delle principali compagnie aeree sul mercato dei voli charter in Russia europea. Nel 2006 gli aerei della compagnia hanno trasportato più di 0,5 milioni di passeggeri sui voli charter. Nei voli charter i concorrenti principali della VASO Airlines sono stati in particolare la moscovita Atlant-Sojuz, la siberiana S7 Airlines e la moscovita VIM-Avia.
L'11 dicembre 2007 la VASO ha annunciato la chiusura della compagnia aerea VASO Airlines e che la flotta passerà quindi alla compagnia aerea russa Aeroflot-Don.

## Flotta storica

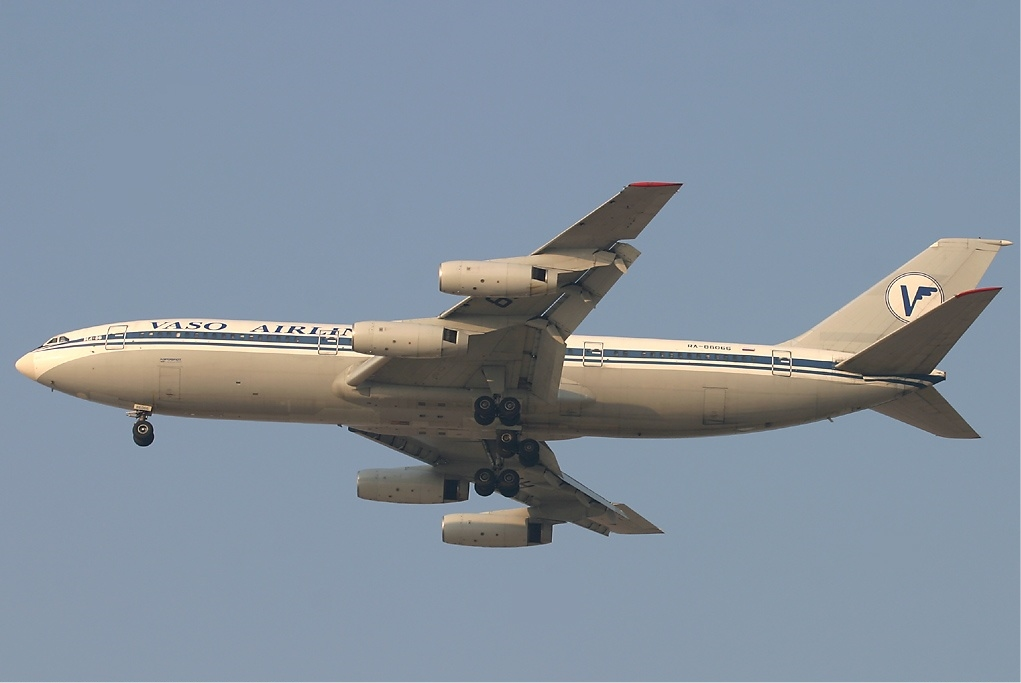
Un Ilyushin Il-86 nella livrea della VASO Airlines all'aeroporto di Dubai nel 2004.

- 6 Ilyushin Il-86 (350 passeggeri - 4 aerei ceduti in leasing operativo all'Aeroflot-Don)
- 1 Ilyushin Il-96